# Tramwaje w Manaus
Tramwaje w Manaus − zlikwidowany system komunikacji tramwajowej w brazylijskim mieście Manaus.

## Historia
Pierwsze plany budowy tramwajów w Manaus pojawiły się w 1880 jednak ich nie zrealizowano. W 1895 Frank Hebblethwaite otrzymał zgodę na budowę linii tramwajowej. Do obsługi linii zakupiono trzy parowozy 0-4-2ST wyprodukowane przez Hudswell, Clarke & Co.. Linię tramwaju parowego o długości 16 km i szerokości toru 610 mm otwarto około 1895. W 1896 rozpoczęto budowę tramwajów elektrycznych. Uruchomienie pierwszej linii tramwajowej o szerokości toru 1000 mm nastąpiło 1 sierpnia 1898. Początkowo operator nazywał się Manáos Railway Company in New York, którą 24 lipca 1902 zastąpiono nazwą Serviços Eléctricos do Estado. W 1904 zakupiono 2 nowe tramwaje, a w 1905 10 tramwajów. W 1909 na tramwajach pojawił się ponownie angielski napis nowe spółki Manáos Tramways & Light Company, która była zarejestrowana w Londynie. Wówczas to zbudowano kilka nowych linii, nową zajezdnię tramwajową na Cachoeirinha i zakupiono 14 tramwajów. System tramwajowy w Manaus osiągnął swój szczyt w 1930 i w ciągu kolejnych 4 lat w mieście było 45 wagonów silnikowych, 6 tramwajów towarowych i 2 lokomotywy, które kursowały po trasach o długości 38 km. W 1951 sieć tramwajowa została zamknięta z powodu braków zasilania. Ruch tramwajów przywrócono w 1956. Ostatecznie tramwaje w Manaus zlikwidowano 28 lutego 1957. Tory tramwajowe i sieć trakcyjna pozostały na Rua 10 de Julho i Avenida 7 de Setembro po których prowadzony był ruch towarowy z Plano Inclinado do zajezdni tramwajowej Cachoeirinha. W 1962 linię przejęła spółka Companhia de Eletricidade de Manaus, która zlikwidowała tę linię.